# Helene Abusdal
Helene Tjelland Abusdal (* 18. April 1978) ist eine norwegische Badmintonspielerin. 

## Karriere
Helene Abusdal gewann nach mehreren Siegen in den Nachwuchsaltersklassen im Jahr 2000 ihren ersten nationalen Titel bei den Erwachsenen. Neun weitere Titelgewinne folgten bis 2011. 1999 nahm sie an den Badminton-Weltmeisterschaften teil.

## Sportliche Erfolge
| Saison | Veranstaltung                                | Disziplin   | Platz | Name                                               |
| ------ | -------------------------------------------- | ----------- | ----- | -------------------------------------------------- |
| 1991   | Norwegische Meisterschaft U14                | Damendoppel | 1     | Helene Abusdal / Ann-Liz Johansen, Kristiansand BK |
| 1994   | Norwegische Meisterschaft U16                | Mixed       | 1     | Rune Terjesen / Helene Abusdal, Kristiansand BK    |
| 1994   | Norwegische Meisterschaft U16                | Damendoppel | 1     | Ann-Liz Johansen / Helene Abusdal, Kristiansand BK |
| 1997   | Norwegen: Einzelmeisterschaften der Junioren | Dameneinzel | 1     | Helene Abusdal                                     |
| 2000   | Norwegen: Einzelmeisterschaften              | Dameneinzel | 1     | Helene Abusdal                                     |
| 2000   | Norwegen: Einzelmeisterschaften              | Damendoppel | 1     | Helene Abusdal / Anita Elson                       |
| 2001   | Norwegen: Einzelmeisterschaften              | Damendoppel | 1     | Helene Abusdal / Anita Elson                       |
| 2002   | Norwegen: Einzelmeisterschaften              | Mixed       | 1     | Jim Ronny Andersen / Helene Abusdal                |
| 2004   | Norwegen: Einzelmeisterschaften              | Mixed       | 1     | Jim Ronny Andersen / Helene Abusda                 |
| 2005   | Norwegen: Einzelmeisterschaften              | Damendoppel | 1     | Monica Halvorsen / Helene Abusdal                  |
| 2006   | Norwegen: Einzelmeisterschaften              | Mixed       | 1     | Erik Rundle / Helene Abusdal                       |
| 2006   | Norwegen: Einzelmeisterschaften              | Dameneinzel | 1     | Helene Abusdal                                     |
| 2010   | Norwegen: Einzelmeisterschaften              | Mixed       | 1     | Jim Ronny Andersen / Helene Abusdal                |
| 2011   | Norwegen: Einzelmeisterschaften              | Mixed       | 1     | Jim Ronny Andersen / Helene Abusdal                |
| 2013   | Norwegen: Einzelmeisterschaften              | Mixed       | 1     | Erik Rundle / Helene Abusdal                       |
| 2014   | Norwegen: Einzelmeisterschaften              | Damendoppel | 1     | Helene Abusdal / Sonja Wåland                      |
| 2014   | Norwegen: Einzelmeisterschaften              | Mixed       | 1     | Jim Ronny Andersen / Helene Abusdal                |